# 대중 매체 연구

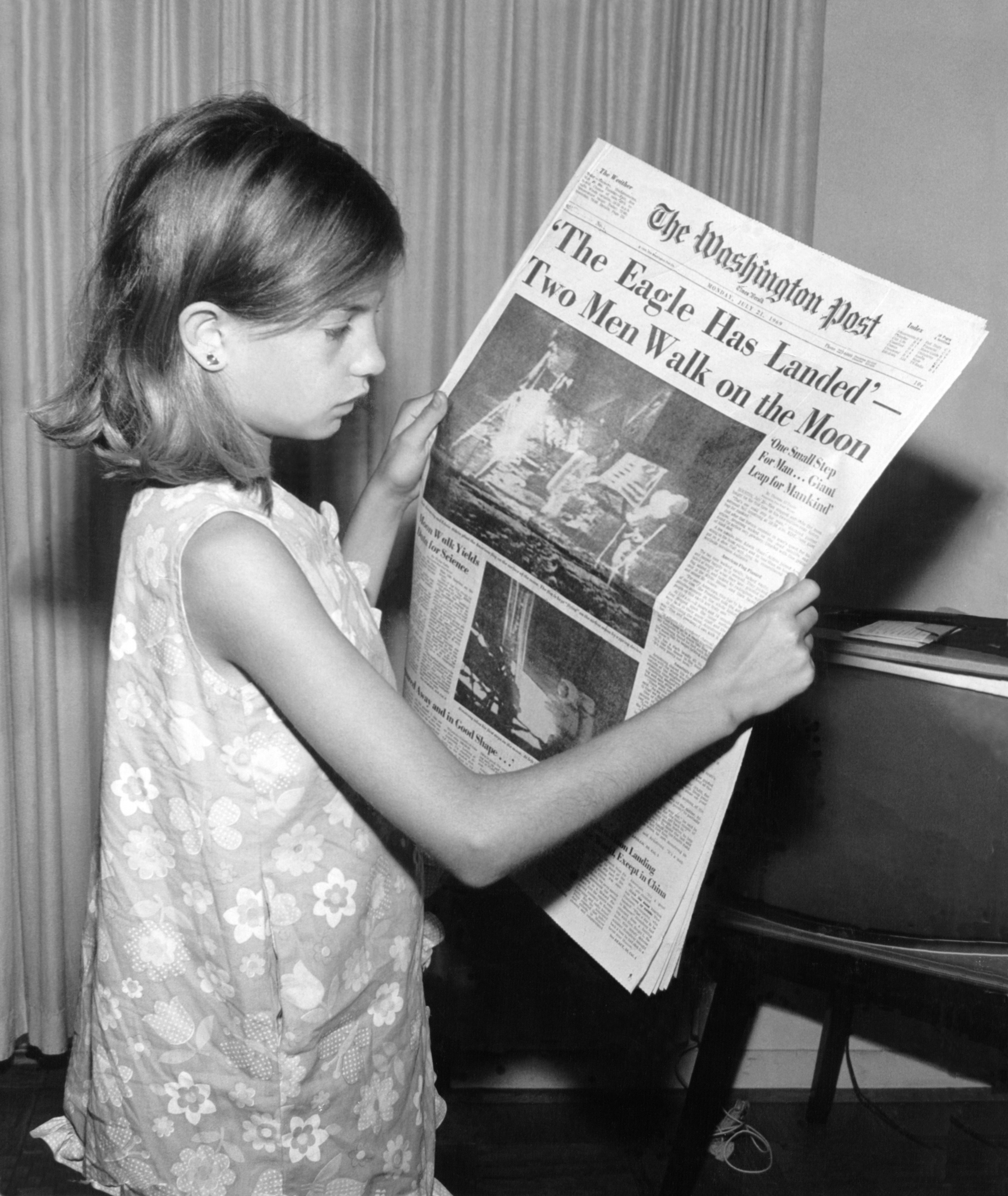

미디어 연구( - 硏究, 영어: media studies)는 매체(미디어), 정보의 전달 등을 대상으로 하는 연구를 말한다. 학제적인 연구 영역의 하나로도 알려져 있다. 미디어에 관한 평론, 비평은 '미디어 비평'이라고 부른다.

## 개요
미디어 연구는 현재 명시적으로 설정된 하나의 학문으로는 인정되지는 않는다. 미디어학과 같은 명칭은 교육 연구 조직, 학술 잡지, 학회, 학술회 등에서 자주 사용되지만, 미디어학의 내용은 연구자 대상 영역, 연구 방법, 기초 지식 등의 측면에서 서로 중복되는 부분도 많다. 또한 정보학에 대해서는 일반적인 명칭으로 점차 인식되고 있다. 연구 분야는 정보 처리, 정보 전달, 커뮤니케이션 활동 등의 사회 적인 측면과 인간과의 관계 같은 형태로 느슨하게 묶을 수 있다.

## 같이 보기
- 해럴드 이니스
- 저널리즘
- 대중 매체
- 대중 전달
- 마셜 매클루언
- 미디어 리터러시
- 미디어 심리학
- 사회학
- 이용과 충족 이론